# Liste der FFH-Gebiete in der Stadt Kaufbeuren
Die Liste der FFH-Gebiete in der Stadt Kaufbeuren zeigt die FFH-Gebiete der schwäbischen Stadt Kaufbeuren in Bayern.
Teilweise überschneiden sie sich mit bestehenden Natur-, Landschaftsschutz- und EU-Vogelschutzgebieten. In der Stadt befinden sich zwei und zum Teil mit anderen Landkreisen überlappende FFH-Gebiete.
| Kalktuffquellen im Allgäuer Alpenvorland           | BW | 8028-372 WDPA: 555522094 | Kaufbeuren, Landkreis Unterallgäu |  | ⊙ | 10,99  |  |
| Staffelwald bei Irsee und Lehmgrube Hammerschmiede |    | 8029-371 WDPA: 555522096 | Kaufbeuren, Landkreis Ostallgäu   |  | ⊙ | 329,89 |  |
| Legende für Fauna-Flora-Habitat                    |    |                          |                                   |  |   |        |  |